# Wywiad Wojskowy (Syria)

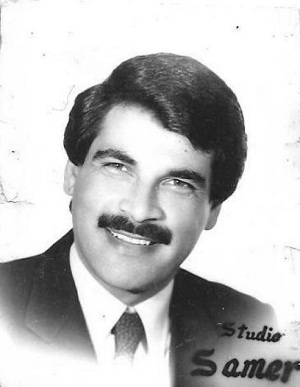
Asif Szaukat, dyrektor syryjskiego Wywiadu Wojskowego w latach 2005-2010

Wywiad Wojskowy (arab. شعبة الاستخبارات العسكرية, Szubat al-istichbarat al-askarijja) – syryjska agencja bezpieczeństwa, prawdopodobnie najpotężniejsza tego typu struktura w Syrii pod rządami partii Baas.
Utworzony w 1969 Wywiad Wojskowy jest następcą agencji bezpieczeństwa utworzonych jeszcze podczas mandatu francuskiego w Syrii i Libanie. Zajmuje się prowadzeniem działalności wywiadowczej (działalność tę prowadzi w jego strukturze Biuro Szefa Rozpoznania) i kontrwywiadowczej, jak również odpowiada za kontakty z formacjami zbrojnymi palestyńskimi i libańskimi. W jego strukturach funkcjonuje Żandarmeria Wojskowa, która odpowiedzialna jest za ochronę członków syryjskiego rządu i innych osób z krajowej elity władzy. Wywiad Wojskowy odpowiada również za kontrolę i utrzymywanie lojalności syryjskich oficerów względem władz, prowadzi badania i produkcję broni niekonwencjonalnej i rakietowej. Wywiad Wojskowy funkcjonuje niezależnie od pozostałych syryjskich agencji bezpieczeństwa - Generalnego Dyrektoriatu Bezpieczeństwa, Dyrektoriatu Bezpieczeństwa Politycznego oraz Wywiadu Sił Powietrznych. Każda z wymienionych struktur prowadzi odrębne operacje i utrzymuje własną sieć tajnych współpracowników, każda funkcjonuje, niezależnie od oficjalnych zadań, jako policja polityczna inwigilująca społeczeństwo i prowadząca działania przeciwko organizacjom uznanym za antyrządowe, w tym organizacjom zajmującym się obroną praw człowieka. Osoby zatrzymane przez jedną z agencji bezpieczeństwa sądzone były przez sądy wojskowe lub naczelny sąd bezpieczeństwa państwowego, w warunkach niegwarantujących sprawiedliwego postępowania. Szczególną rolę Wywiad Wojskowy odegrał podczas syryjskiej interwencji w Libanie; jego struktura w tym kraju, działając faktycznie niezależnie od centrali w Damaszku, była jednym z kluczowych narzędzi prowadzenia syryjskiej polityki dominacji w Libanie. Na czele libańskich struktur wywiadu stał najpierw gen. Ghazi Kanaan, a po nim Rustum Ghazala. Szerokie kompetencje i faktyczną bezkarność gwarantował funkcjonariuszom agencji wywiadowczych obowiązujący w Syrii w latach 1963-2011 stan wyjątkowy.
Od lat 70. XX wieku na stanowiskach dowódczych w Wywiadzie Wojskowym służą wyłącznie alawici.
W 2011 i 2012 Wywiad Wojskowy brał udział w tłumieniu protestów przeciwko rządom Baszszara al-Asada, które następnie przerodziły się w wojnę domową. 

## Dowódcy
- gen. Ali Zaza[4]
- gen. Hikmat asz-Szihabi, 1970-1973[5]
- gen. Ali Duba, 1974-2000[2]
- gen. Hasan Chalil, 2000-2005[1]
- gen. Asif Szaukat, 2005-2010[6][7]
- gen. Abd al-Fattah Kudsijja, 2010-2012[8]
- gen. Rafik Szahada, do 2012[8]